# Thalamoporella novaehollandiae
Thalamoporella novaehollandiae är en mossdjursart som först beskrevs av William Aitcheson Haswell 1881.  Thalamoporella novaehollandiae ingår i släktet Thalamoporella och familjen Thalamoporellidae. Inga underarter finns listade i Catalogue of Life.